# Peter Kerr
Peter Francis Walter Kerr, 12e marquis de Lothian (8 septembre 1922 - 11 octobre 2004) est un pair britannique, homme politique et propriétaire foncier. Il est le fils du capitaine Andrew William Kerr et de sa femme, Marie Kerr.

## Biographie
Son père, Andrew Kerr, et son grand-père, Walter Kerr, le fils du 7e marquis de Lothian, sont officiers de la Royal Navy. Il fait ses études au Ampleforth College et à Christ Church, à Oxford, et rejoint les Scots Guards. Il succède à son cousin, Philip Kerr (11e marquis de Lothian), en 1940, et épouse une cousine éloignée, Antonella Newland (décédée en 2007), fille du major général Foster Newland, le 30 avril 1943. Lord et Lady Lothian ont six enfants: deux fils et quatre filles. Sa femme poursuit sa propre carrière de journaliste et fonde le déjeuner des femmes de l'année. La famille est principalement basée dans leurs domaines dans les Borders, à l'Abbaye de Newbattle et à Monteviot. Le 11e marquis laisse Blickling Hall dans le Norfolk au National Trust. Une autre maison de famille à Melbourne Hall dans le Derbyshire est ouverte au public payant en 1952.
Il participe à l'enquête Wolfenden sur les lois britanniques sur l'homosexualité et la Prostitution à partir de 1954. Il rejoint la délégation du Royaume-Uni à l'Assemblée générale des Nations unies pendant la crise de Suez en 1956, et est ensuite envoyé en tant que délégué au Conseil de l'Europe en 1959 et à l'Union de l'Europe occidentale. Il est Secrétaire parlementaire privé du ministre des Affaires étrangères, Alec Douglas-Home, à partir de 1960, et est également whip à la Chambre des lords. Il est ministre subalterne au ministère de la Santé pendant la courte période du mandat de Lord Home en tant que Premier ministre en 1964. Il retourne au ministère des Affaires étrangères avec Alec Douglas-Home en 1970, en tant que sous-secrétaire parlementaire pendant deux ans. Il est nommé Député européen en 1973, lorsque le Royaume-Uni rejoint la Communauté économique européenne.
Lord Lothian prend sa retraite de la politique en 1977, après quoi il est Lord Warden of the Stannaries, gardien de la bourse privée du duché de Cornouailles et Président du conseil pour le duché de Cornouailles. Il est nommé KCVO en 1983. Il est également membre de la Royal Company of Archers, commandant de la police spéciale dans les Scottish Borders et chevalier de l'ordre souverain de Malte.
Il rend le monastère franciscain de San Damiano, près d'Assise, aux frères franciscains mineurs en 1979, et il cède le contrôle de Monteviot et de Melbourne House à son fils aîné et cadet, respectivement, dans les années 1980, pour entreprendre la restauration du château de Ferniehirst. dans le Roxburghshire.

## Famille
Il épouse Antonella Newland le 30 avril 1943. Ils ont:
- Mary Marianne Anne Kerr (20 mars 1944), qui épouse Charles Graf von Westenholz (17 mars 1945-9 mars 2006) le 6 avril 1971. Ils ont trois fils et six petits-enfants.
- Michael Andrew Foster Jude Kerr, 13e marquis de Lothian (7 juillet 1945), qui épouse Jane Fitzalan-Howard, plus tard 16e dame Herries de Terregles, le 7 juin 1975. Ils ont deux filles et deux petits-enfants.
- Cecil Nennella Therese Kerr (22 avril 1948), qui épouse Donald Angus Cameron, 27e chef du clan Cameron, le 1er juin 1974. Ils ont quatre enfants et cinq petits-enfants.
- Clare Amabel Margaret Kerr (15 avril 1951), qui épouse James FitzRoy, comte d'Euston, le 16 septembre 1972. Ils ont cinq enfants et trois petits-enfants.
- Elizabeth Marion Frances Kerr (née en 1954), elle épouse Richard Scott, 10e duc de Buccleuch le 31 octobre 1981. Ils ont quatre enfants.
- Ralph William Francis Joseph Kerr, 14e marquis de Lothian (né en 1957), qui épouse Virginia FitzRoy le 6 septembre 1980; ils divorcent en 1987. Il épouse Marie-Claire Black en 1988. Ils ont six enfants.

Son fils aîné, l'homme politique conservateur Michael Ancram, lui succède au marquisat à sa mort.